# 2003年冬季聽障奧林匹克運動會
第十五屆冬季聽障奧林匹克運動會（The 15th Winter Deaflympics）是於2003年2月27日至3月9日由瑞典松茲瓦爾主辦的聽障奧林匹克運動會，也是聽奧更名後第一屆冬季聽奧會。本屆單板滑雪首次成為聽障奧運會比賽項目。

## 競賽項目
- 高山滑雪
- 越野滑雪
- 冰球
- 單板滑雪

## 參賽國家和地區
| - 奥地利 - 加拿大 - 捷克 - 芬兰 - 法國 - 德国 - 英国 - 義大利 - 日本 - 立陶宛 - 荷蘭 |  | - 挪威 - 波蘭 - 俄羅斯 - 斯洛伐克 - 斯洛維尼亞 - 瑞典 - 瑞士 - 土耳其 - 乌克兰 - 美国 |  |

## 外部連結
- 聽障奧林匹克運動會官方網站（页面存档备份，存于）（英文）